# Zsuzsa Vathy
Zsuzsa Vathy (ur. 15 kwietnia 1940 w Pápie, zm. 7 stycznia 2017) – węgierska pisarka.
W latach 1959–64 studiowała chemię na Uniwersytecie Panońskim w Veszprémie, po studiach pracowała na stanowisku inżyniera w zakładach chemicznych w Százhalombatta. Od 1971 roku pracowała jako dziennikarka w Budapeszcie, między innymi w czasopiśmie literackim Kortárs.
Jej mężem był Ervin Lázár (1936-2006), węgierski pisarz, autor książek dla dzieci.

## Wyróżnienia i nagrody
- Nagroda im. Attili Józsefa (1986)
- Nagroda Sándora Máraiego (2009)

## Wybrane utwory
- Erőterek (opowiadania, 1970)
- Adjál nekem vasfogat! (nowela i opowiadania, 1976)
- Lúdtalpbetét Adonisznak (opowiadania, 1977)
- Az ősi háztető (opowiadania, 1980)
- Úgy hívnak, hogy Nyúlpatikus (reportaż, 1983)
- Ki látott rétisast? (powieść, 1984)
- Éjjel a fűben (opowiadania, 1985)
- Kvarcóra, ír himnusszal (reportaż, 1986)
- Itthon vagyok (powieść, 1987)
- Szívrepesve (opowiadania, 1989)
- A túlélés románca (powieść, 1991)
- Beszélő kert (opowiadania, 1993)
- Itt a szépséget nézzük (powieść, 1995)
- Búrkifli (opowiadania, 1997)
- Kalandregény (powieść, 1999)
- Gördeszkák és űrdeszkák (opowiadania, 2000)
- Angyalhíd (powieść, 2003)
- Herend, az más (reportaże, 2006)
- Életünk, halálunk (opowiadania, 2007)
- Angolpark (opowiadania, 2009)
- Columbo autója (opowiadania, 2011)
- Kávérajzok (nowela, 2013)
- Az élet vásárcsarnoka (opowiadania, 2015)

## Źródła
- Biogram na stronie www.hunlit.hu
- KIA: baza danych współczesnej literatury (węg.). kontextus.hu. [zarchiwizowane z tego adresu (2011-12-28)].